# Homalopetalum
Homalopetalum es un género que tiene asignada ocho especies de orquídeas, de la tribu Epidendreae perteneciente a la familia (Orchidaceae). 

## Descripción
Tiene un tamaño miniatura, admite temperaturas frescas a cálidas en aumento, son colgantes, epífita o terrestres, con especies con diminutas hojas tipo oreja de mula. La inflorescencia es terminal, creemos que colgante con una única flor que crece  en la primavera y el verano.

## Distribución y hábitat
Son nativas desde México a Perú donde se encuentran en los árboles más grandes, en las ramas o troncos, en musgo y líquenes en las rocas cubiertas de roble húmedo y los bosques de pino en la estación seca y a menudo en la sombra en alturas de 500-2000 m s. n. m.

## Taxonomía
El género fue descrito por Robert Allen Rolfe y publicado en Hooker's Icones Plantarum 25: ad t. 2461. 1896.

## Especies deHomalopetalum
- Homalopetalum alticola (Garay & Dunst.) Soto Arenas, Neodiversity 2: 8 (2007)
- Homalopetalum hypoleptum (Lindl.) Soto Arenas, Neodiversity 2: 8 (2007)
- Homalopetalum kienastii (Rchb.f.) Withner, Cattleyas & Relatives 5: 158 (1998)
- Homalopetalum leochilus (Rchb.f.) Soto Arenas, Neodiversity 2: 8 (2007)
- Homalopetalum pachyphyllum (L.O.Williams) Dressler, Taxon 13: 246 (1964)
- Homalopetalum pumilio (Rchb.f.) Schltr., Arch. Bot. São Paulo 1: 250 (1926)
- Homalopetalum pumilum (Ames) Dressler, Taxon 13: 246 (1964)
- Homalopetalum vomeriforme  (Sw.) Fawc. & Rendle, Fl. Jamaica 1: 106 (1910)  - especie tipo